# Yegiazar I
Yegiazar I (ur. ?, zm. ?) – w latach 1651–1652 24. ormiański Patriarcha Konstantynopola.